# Ivar Jenner
Ivar Jenner, né le 10 janvier 2004 à Utrecht aux Pays-Bas, est un footballeur international indonésien qui évolue au poste de milieu central au Jong FC Utrecht (en).

## Biographie

### En club
Né à Utrecht aux Pays-Bas, d'un père originaire d'Indonésie et d'une mère néerlandaise, Ivar Jenner est formé par l'Ajax Amsterdam, puis il rejoint le FC Utrecht où il poursuit sa formation. C'est avec l'équipe réserve du club, le Jong FC Utrecht (en) qu'il joue son premier match en professionnel le 10 janvier 2022, à l'occasion d'une rencontre de championnat contre le Jong Ajax. Il est titularisé lors de ce match perdu par son équipe (0-2 score final). Le 24 mai 2021 il signe son premier contrat professionnel avec le FC Utrecht, le liant au club jusqu'en juin 2024.

### En sélection
En octobre 2022, Jenner est appelé pour la première fois avec l'équipe d'Indonésie des moins de 20 ans.
En mai 2023, Ivar Jenner obtient officiellement la nationalité indonésienne. Il est convoqué le même mois pour la première fois avec l'équipe nationale d'Indonésie par le sélectionneur Shin Tae-yong. Il honore sa première sélection lors de ce rassemblement, le 27 janvier 2022, à l'occasion d'un match amical contre la Palestine. Il entre en jeu à la place de Ricky Kambuaya (en) et les deux équipes se neutralisent (0-0 score final).